# Дорнхолцхаузен (Рајна-Лан-Крајс)
Дорнхолцхаузен (њем. Dornholzhausen) општина је у њемачкој савезној држави Рајна-Палатинат. Једно је од 137 општинских средишта округа Рајн-Лан. Према процјени из 2010. у општини је живјело 224 становника. Посједује регионалну шифру (AGS) 7141033.

## Географски и демографски подаци
Дорнхолцхаузен се налази у савезној држави Рајна-Палатинат у округу Рајн-Лан. Општина се налази на надморској висини од 305 метара. Површина општине износи 3,9 km². У самом мјесту је, према процјени из 2010. године, живјело 224 становника. Просјечна густина становништва износи 57 становника/km².